# Madagaskars damlandslag i volleyboll
Madagaskars damlandslag i volleyboll representerar Madagaskar. Laget har deltagit i afrikanska mästerskapet två gånger, de kom trea 1989 och sjua 1991. Laget har inte deltagit i VM eller OS. Laget organiseras av Fédération Malagasy de Volleyball.